# Ilburnia leahi
Ilburnia leahi är en insektsart som först beskrevs av George Willis Kirkaldy 1904.  Ilburnia leahi ingår i släktet Ilburnia och familjen sporrstritar. Inga underarter finns listade i Catalogue of Life.